# Smart (Frankrijk)
Smart was een Frans merk dat van 1922 tot 1927 motorfietsen eigen 198 cc zijklepmotoren maakte.
- Er was nog een merk met deze naam, zie Smart (Wiener Neustadt)